# Heat (пісня 50 Cent)
«Heat» — сьомий трек з дебютного студійного альбому американського репера 50 Cent Get Rich or Die Tryin'. Зведення: Dr. Dre на Encore Studios (Бербанк, штат Каліфорнія). Запис: Мауріцио «Veto» Іреґоррі на Encore Studios, Ша Мані XL на Teamwork Studios (Лонґ-Айленд, Нью-Йорк). Помічники звукорежисера: Джеймс «Flee» Маккроун, Френсіс Форд, Рубен Рівера. «Heat» відсутня на цензурованій версії платівки.
Хоча пісню й не видали синглом, вона потрапила до чартів. На композицію існує 2 кліпи: офіційний (анімований) та вулична версія. Режисери першого: Єн Інаба, Стівен Маршалл. Обидва кліпи увійшли до 50 Cent: The New Breed.

## Чартові позиції
| Чарт (2003; 2006)                   | Найвища позиція |
| ----------------------------------- | --------------- |
| US Hot R&B/Hip-Hop Singles & Tracks | 116             |
| US Hot Ringtones                    | 37              |